# Kierikkicultuur
De Kierikkicultuur (of Kierikki-aardewerk) was een lokale variant van de neolithische kamkeramiekcultuur (3.500 – 3.200 v.Chr.) die zich in Midden-Finland uitstrekte van Noord-Ostrobothnië naar Noord-Karelië tot aan het Ladogameer in Rusland. Ze is vernoemd naar de archeologische site Kierikki in Yli-Ii. 
De opgravingen uit de Kierikki-periode zijn behoorlijk rijk. De vondsten omvatten vaak bijvoorbeeld barnstenen sieraden en andere exotische importproducten. Een belangrijke nederzetting van de cultuur, met rijke artefacten, lag aan de monding van de Iijoki.
De cultuur was deels gelijktijdig met de Pöljäcultuur, geassocieerd met armere artefacten, die het verving.
De reuzenkerken, grote stenen omheiningen aan de oevers van Ostrobothnië, werden geassocieerd met de Kierikki- en Pöljäculturen.

## Kierikki-aardewerk

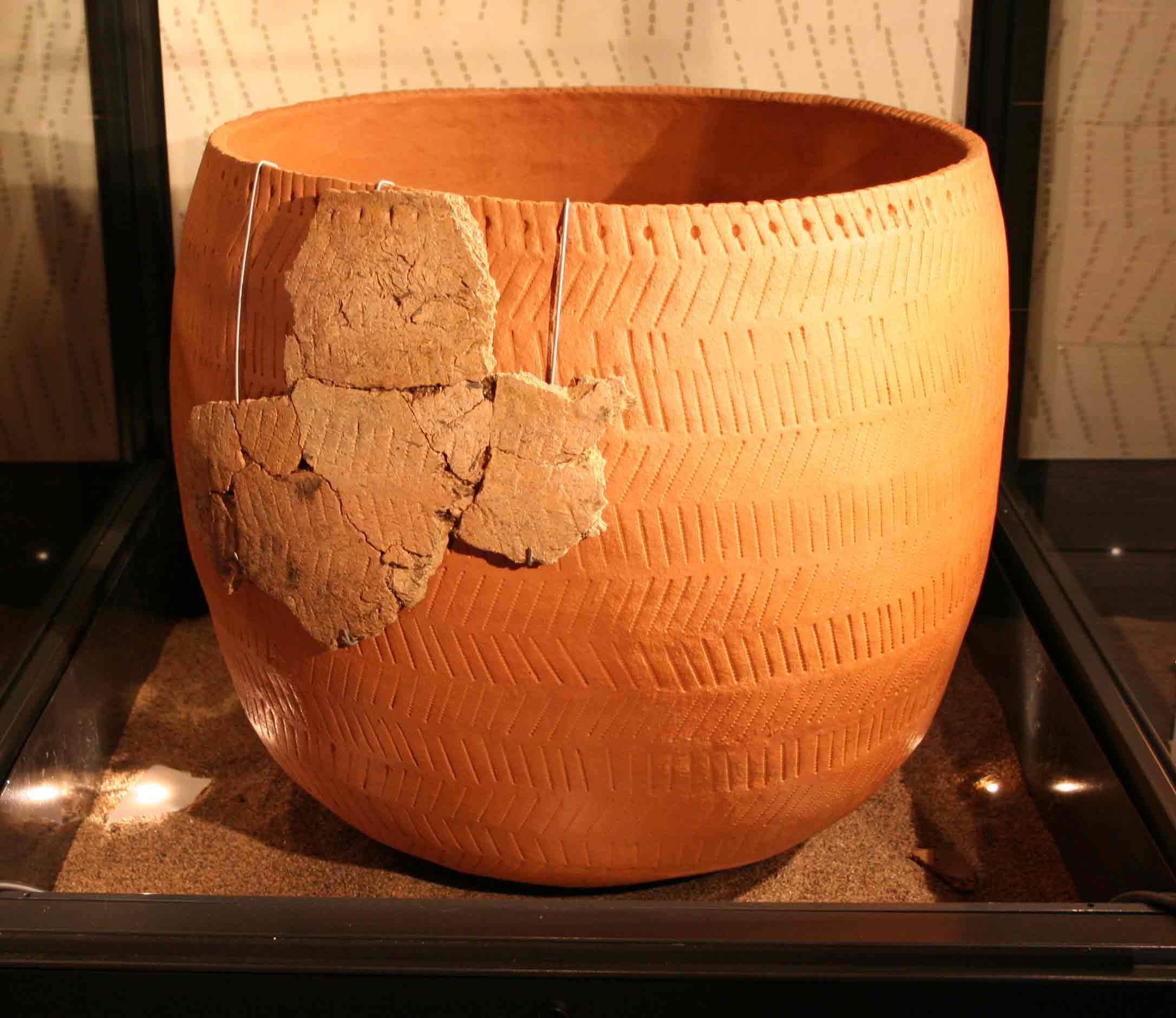
Kierikki-aardewerk

Bij opgravingen in Kierikki in de jaren zestig van de 20e eeuw werd een nieuw type asbestkeramiek gevonden. Het Kierikki-keramiek zet de traditie van het typische kamkeramiek voort. De vaten waren vaak erg groot, tot wel honderd liter. De decoratie was slechts zelden gekamd. Asbestvezels maakten de grote containers aanzienlijk duurzamer. 